# Your Swallows
Your Swallows（ユア スワローズ）はプロ野球・セントラル・リーグの東京ヤクルトスワローズのホームゲーム時に発行されるマッチデープログラム（実際には1カード（基本的に2-3連戦）単位で発行されるため、プログラムには「Match Card Program」表記される）。球団運営会社である株式会社ヤクルト球団が発行している。

## 概要
- 2010年、本拠地・神宮球場での初試合である4月6-8日の中日ドラゴンズ戦から発行開始。2010年は28号まで発行。
  - 発行対象カードが全試合中止となった場合は、次カードの初戦から発売開始され、代替予備日には発行されない。
    - 2010年5月23日,24日の北海道日本ハムファイターズ戦に発行される予定だったVol.09は2試合とも中止となったため、5月26日,27日の東北楽天ゴールデンイーグルス戦に本来の楽天戦用のVol.10と同時に発売開始された。なお、日本ハム戦は6月14日,15日に代替開催されたが、代替試合分のYour Swallowsは発行されていない。

  - 最終号は9月下旬以降の日程未確定分および雨天中止分の代替日の分となっている。
  - 2010年版は2009年のLism（埼玉西武ライオンズのマッチカードプログラム）の編集者が編集していることもあり、2009年のLismに似たレイアウトになっている。
  - 2010年の28号は10月3日のFC東京コラボデーの特別号として発行され、内容は石川雅規投手とFC東京のMF石川直宏選手によるW石川対談となっている。対談の内容はFC東京のマッチデープログラムVol.017（同日開催の湘南ベルマーレ戦で発売）にも掲載された。
  - クライマックスシリーズやファン感謝デーでも販売される。
  - 2012年シーズンは、交流戦などで2カードで1冊発行となっている箇所もある。
  - 2010年以降のファン感謝DAYにはファン感謝DAY特別号が発行されるほか、2011年以降はマスコット特別号が発売されている。
  - 宮本慎也が2000本安打を達成した2012年5月には「宮本慎也2000本安打達成特別記念号」が発売された。

## 仕様
- 定価200円（特別号：100円、300円、500円)。
- B5判
- オールカラー20ページ(vol.06まで16ページ、特別号8ページ)

## 主な内容
- Cover Interview（選手インタビュー）
- MONOLOGUE Locker Room
- Swallows Eye
- ツバメ戦士ウルトラ大解剖
- つば九郎のひと言日記
- Swallotter スワローズファンのつぶやき